# Igraliște
Igraliște (în bulgară Игралище) este un sat în Obștina Strumeani, Regiunea Blagoevgrad, Bulgaria.

## Demografie
Componența etnică a satului Igraliște
     Bulgari (95,97%)
     Nicio identificare (3,02%)
     Altele (1%)
La recensământul din 2011, populația satului Igraliște era de 298 locuitori. Din punct de vedere etnic, majoritatea locuitorilor (95,97%) erau bulgari. Pentru 3,02% din locuitori nu este cunoscută apartenența etnică.